# رود توبا (گیفو)
رود توبا (به لاتین: Toba River) یک رود در ژاپن است که 	۱۶ کیلومتر است.